# Гавлушовіце (гміна)
Гміна Гавлушовіце (пол. Gmina Gawłuszowice) — сільська гміна у східній Польщі. Належить до Мелецького повіту Підкарпатського воєводства.
Станом на 31 грудня 2011 у гміні проживало 2826 осіб.

## Територія
Згідно з даними за 2007 рік площа гміни становила 33.79 км², у тому числі:
- орні землі: 82.00%
- ліси: 3.00%

Таким чином, площа гміни становить 3.84% площі повіту.

## Населення
Станом на 31 грудня 2011:
| Опис     | Загалом | Загалом | Чоловіки | Чоловіки | Жінки | Жінки |
| -------- | ------- | ------- | -------- | -------- | ----- | ----- |
| одиниця  | осіб    | %       | осіб     | %        | осіб  | %     |
| все      | 2826    | 100     | 1385     | 49.01    | 1441  | 50.99 |
| міське   | 0       | 100     | 0        |          | 0     |       |
| сільське | 2826    | 100     | 1385     | 49.01    | 1441  | 50.99 |

## Сусідні гміни
Гміна Гавлушовіце межує з такими гмінами: Борова, Мелець, Осек, Падев-Народова, Поланець, Тушув-Народови.